# Carlos Edwards
Carlos Akenhaton Edwards (ur. 24 października 1978 w Diego Martin na wyspie Trynidad), piłkarz pochodzący z Trynidadu i Tobago, grający na pozycji pomocnika w Ipswich Town.
Pierwsze kluby Edwardsa w karierze to Patna United i Queen’s Park. Potem Edwards grał w pierwszoligowym klubie, jednym z lepszych na wyspie Trynidad, Defence Force. W 2000 roku przeszedł do walijskiego klubu Wrexham za 125.000 funtów. Tam rozegrał ponad 120 meczów. W sezonie 2002/2003 Edwards został mianowany do jedenastki sezonu Division Three, a w sezonie 2003/2004 do jedenastki sezonu Division Two. W ostatnich 2 sezonach w barwach Wrexham Edwardsa wybrano także najlepszym zawodnikiem tego zespołu. W maju 2005 roku Edwards przeniósł się do zespołu Football League Championship, Luton Town. Latem 2007 przeszedł do beniaminka Premier League, Sunderland A.F.C. Dwa lata po tym trafił natomiast do Ipswich Town.
Edwards w reprezentacji Trynidadu i Tobago debiutował 5 czerwca 1999 roku w zwycięskim 7:1 meczu z reprezentacją Granady podczas Pucharu Karaibów. Od paru lat jest etatowym reprezentantem kraju. Adoratorem jego talentu jest także Leo Beenhakker, który powołał Edwardsa do kadry na Mistrzostwa Świata w Niemczech. W pierwszym meczu z reprezentacją Szwecji Edwards grał wspaniale i walnie przyczynił się do historycznego remisu 0:0 w debiucie Trynidadu i Tobago w historii mistrzostw świata, a swoją postawą przyćmił asa Szwedów, Zlatana Ibrahimovicia. Jednak po porażkach z Anglią (0:2) oraz Paragwajem (0:2) reprezentacja Trynidadu i Tobago wróciła do domu po fazie grupowej.